# Lycoperdon echinatum
Lycoperdon echinatum Pers., 1796) din încrengătura Basidiomycota în familia Agaricaceae și de genul Lycoperdon, este o specie saprofită de ciuperci și, atât timp cât este tânără, comestibilă, denumită în popor buretele aricilor sau burete țepos. Soiul se dezvoltă în România, Basarabia și Bucovina de Nord de la câmpie la munte, pe sol calcaros și/sau humos, solitar, dar și în grupuri mai mici, în păduri de foioase, preferat sub fagi și prin tufișuri. Perioada favorită de dezvoltare o are din (iunie) iulie până în octombrie (noiembrie).

## Descriere

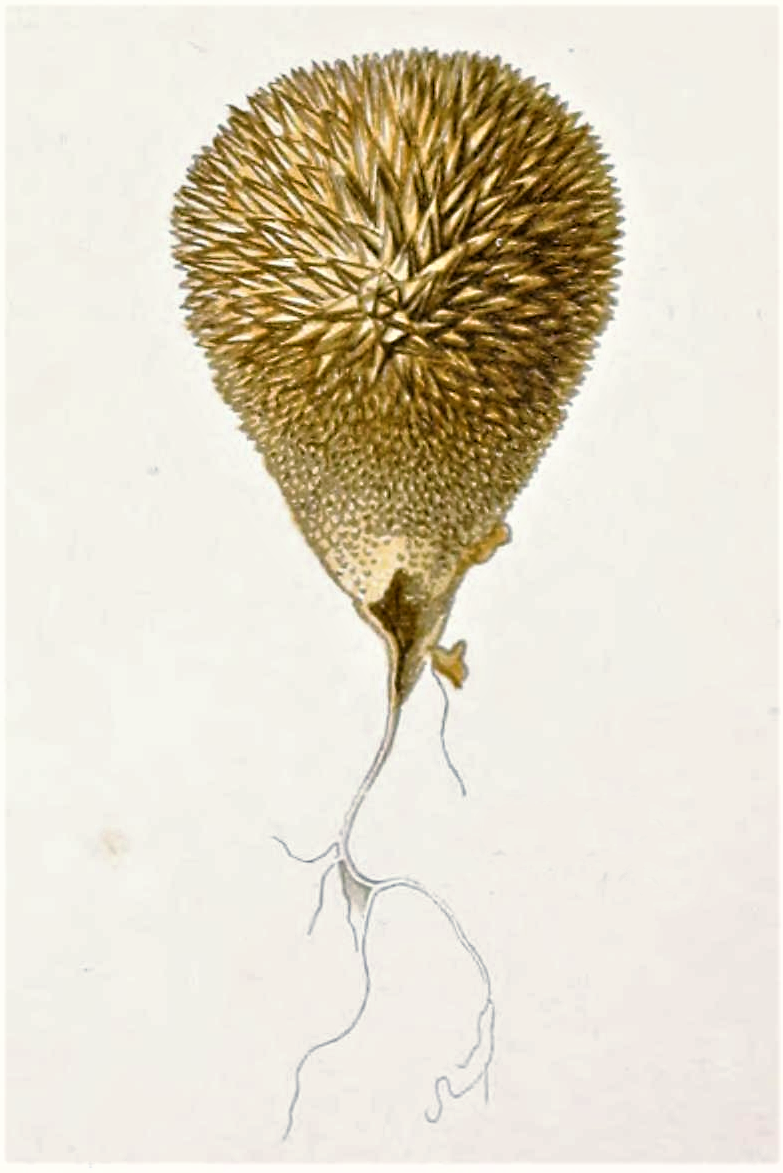
Dufour - L. echinatum

- Corpul fructifer: are o grosime 3-6 cm cu o înălțime maximă de 7 cm, având un aspect aproape sferic. Suprafața peridiei nu prea groase (înveliș al corpului de fructificație la unele ciuperci)[7] este acoperită inițial cu un strat des de aculei (țepi) lungi (3-4 mm), ascuțiți, și moi, uniți la vârf câte trei-patru cu aspect piramidal care cad după destul de scurt timp. Rămâne un desen reticular. Coloritul este pe exterior inițial albicios care schimbă cu avansarea la maturitate de la gri-maroniu la brun, cuticula devenind din ce în ce mai pergamentoasă. Interiorul este la început alb, apoi albastru-violet până închis brun-purpuriu, gleba uscând cu timpul, devenind praf. În cele din urmă, în partea centrală se deschide un orificiu (opercul), încât sporii maturi au posibilitatea de a scăpa în aer liber. Astfel pot fi răspândiți de vânt.
- Piciorul:  nu are picior adevărat. Ori buretele dezvoltă o prelungire mică cilindrică, asemănătoare unui trunchi, ori se subțiază numai către bază printr-un peduncul scurt și bont care se prelungește cu hife subțiri rizomorfe în pământ, fixând astfel ciuperca. Are țepi mai puțini și mult mai scurți, cu un colorit mai deschis decât în partea de sus.
- Carnea (gleba): este la exemplarele tinere fermă, compactă și albă. Gleba se decolorează însă repede, începând în centru, devenind din ce în ce mai albastru-violetă, în sfârșit brun-purpurie și pulverulentă. Mirosul este aproape imperceptibil, gustul exemplarelor tinere plăcut.
- Caracteristici microscopice: are spori brun-gălbui, sferici, fin țepoși și, cu o mărime de 4,5-5,5 microni, destul de mici. Pulberea lor este închis brun-purpurie.[4][5][6]

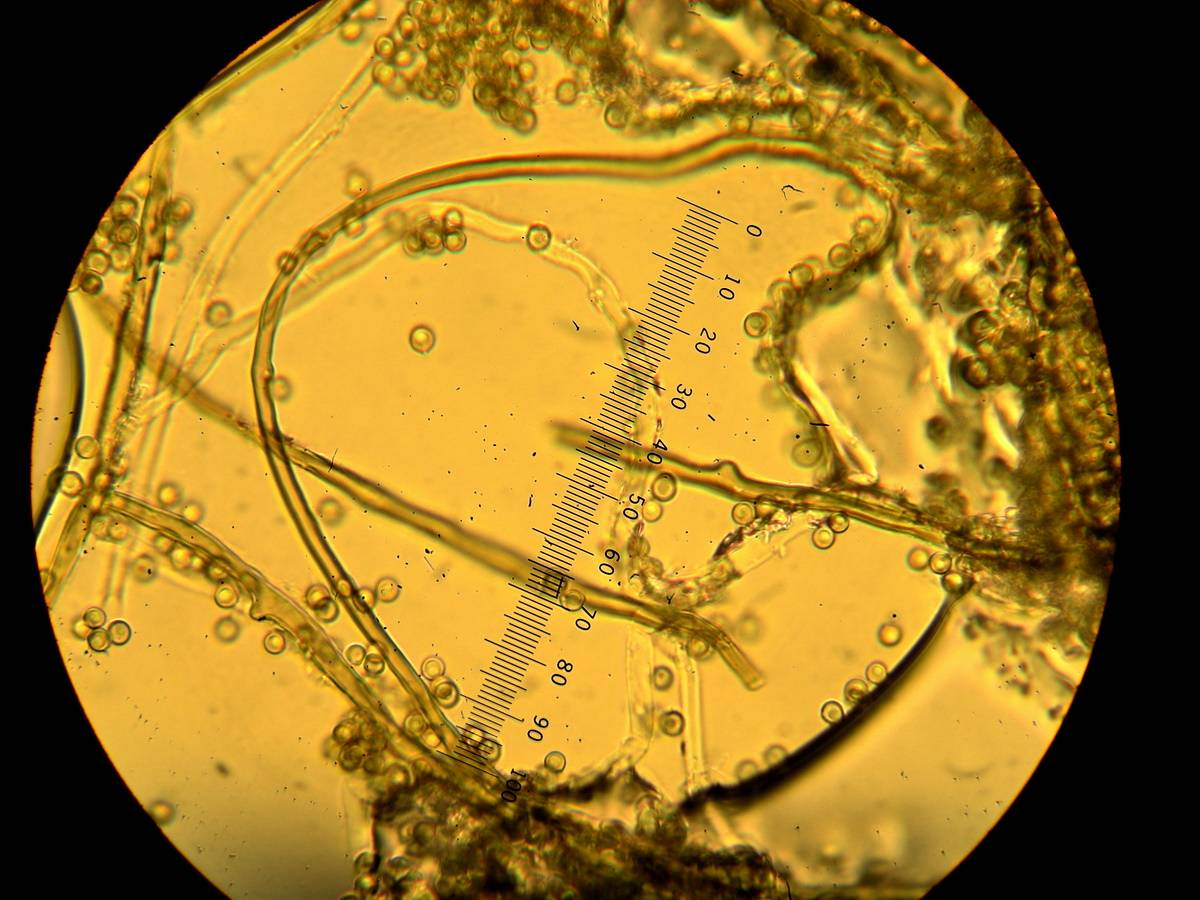
L. echinatum, spori
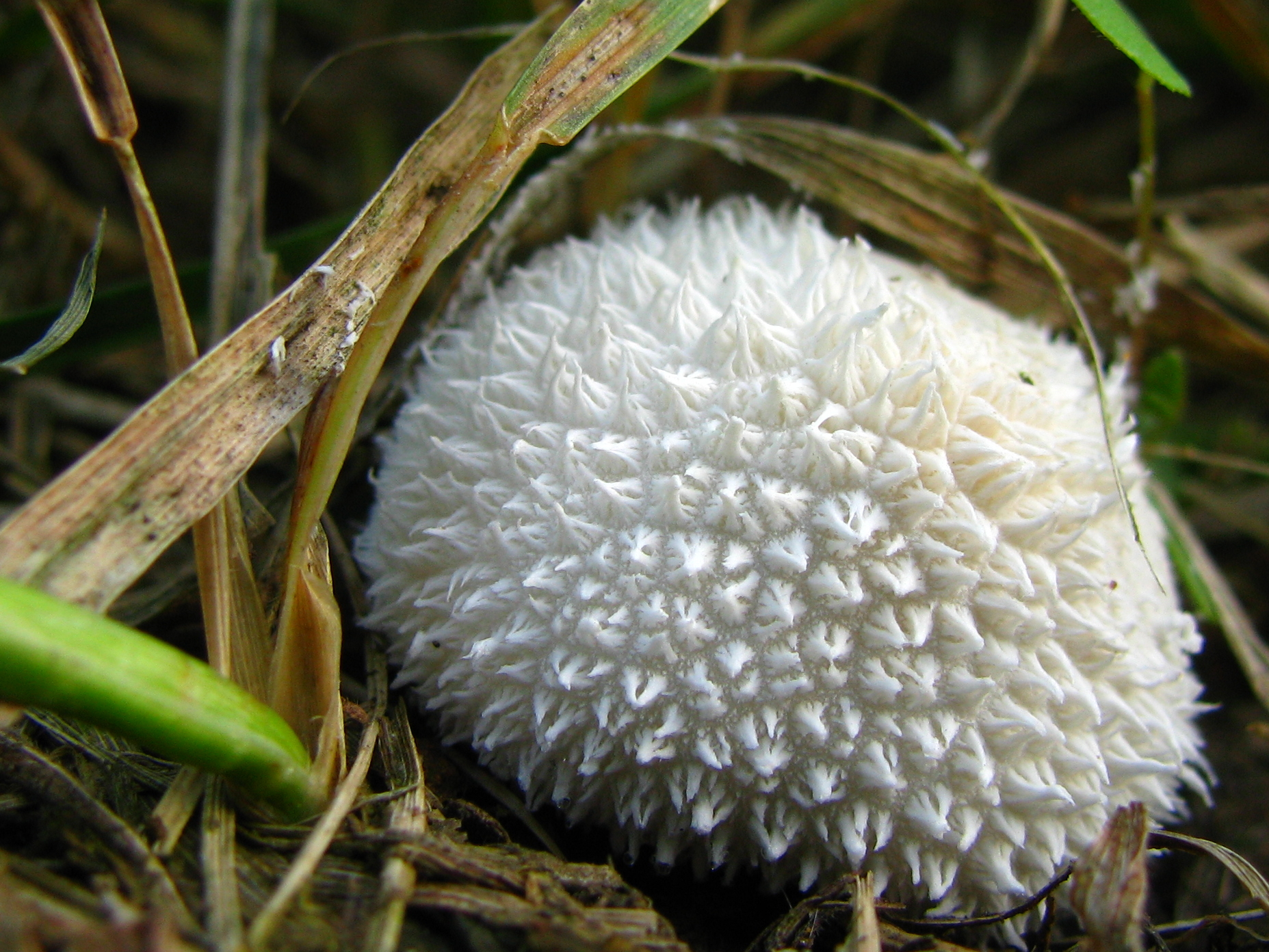
L. echinatum tânăr
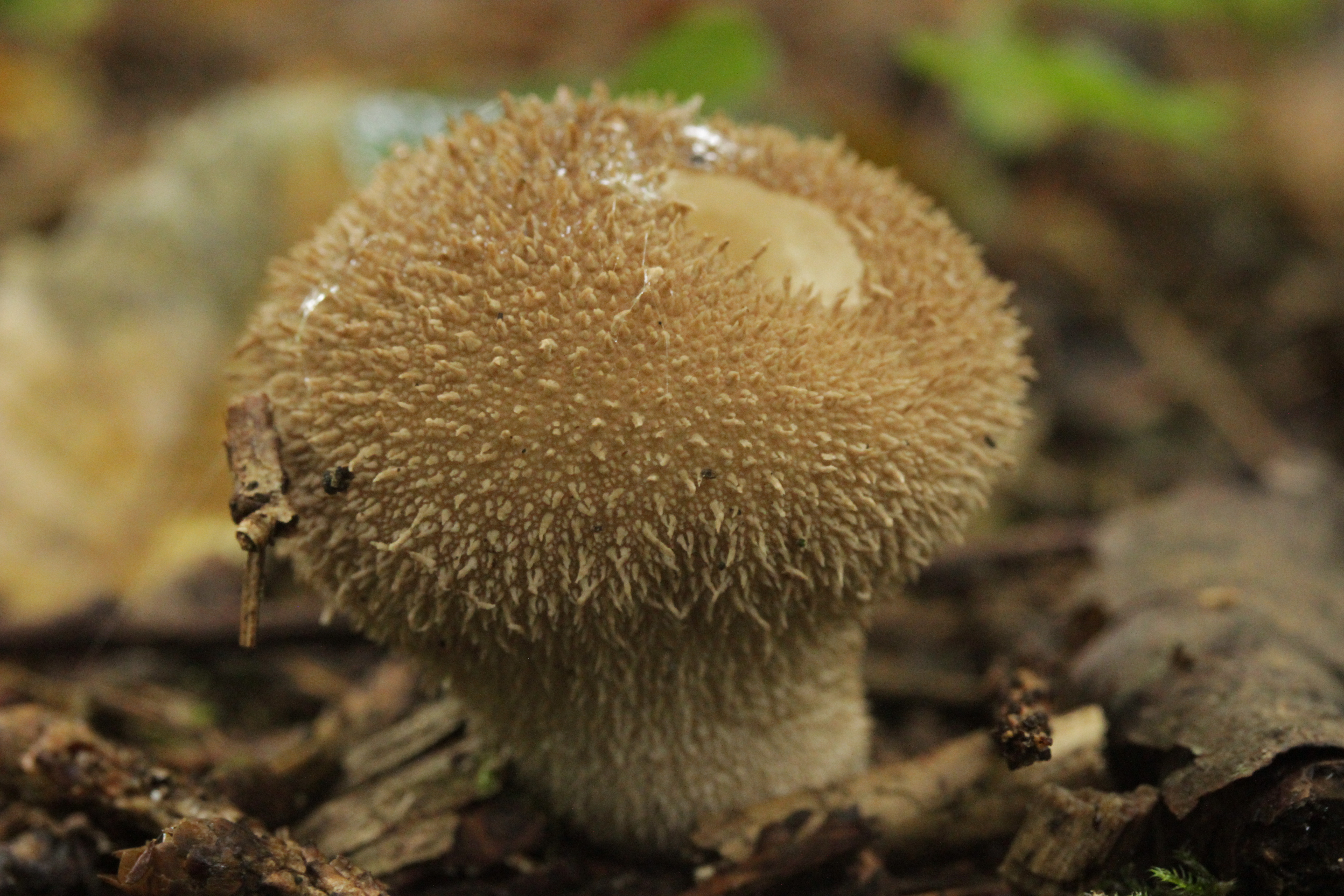
bătrân

## Confuzii
Buretele aricilor poate fi confundat cu alte soiuri ale genului sau celor strâns înrudite, cu toate comestibile, cum sunt Bovista aestivalis sin. Lycoperdon ericetorum, Bovista plumbea, Lycoperdon candidum sin.  pedicellatum, Lycoperdon ericaeum, Lycoperdon excipuliforme, Lycoperdon marginatum (se spune că ar conține substanțe psiho-active), Lycoperdon molle, Lycoperdon nigrescens sin. foetidum, Lycoperdon pedicellatum, Lycoperdon perlatum, Lycoperdon pratense sin. 
Vascellum pratense, Lycoperdon pulcherrimum Lycoperdon utriforme, Lycoperdon umbrinum, sau Calvatia cretacaea, dar, de asemenea, cu forme deschise ale otrăvitorului Scleroderma citrinum sin. vulgare.

## Specii asemănătoare în imagini

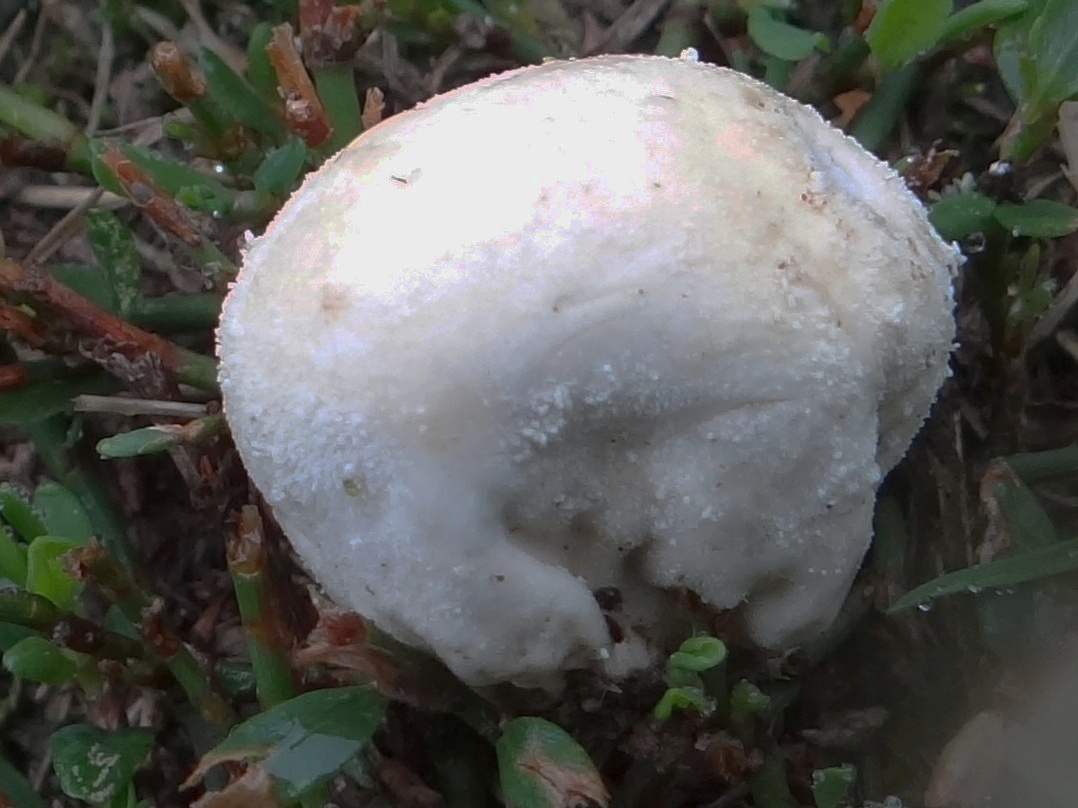
Bovista aestivalis
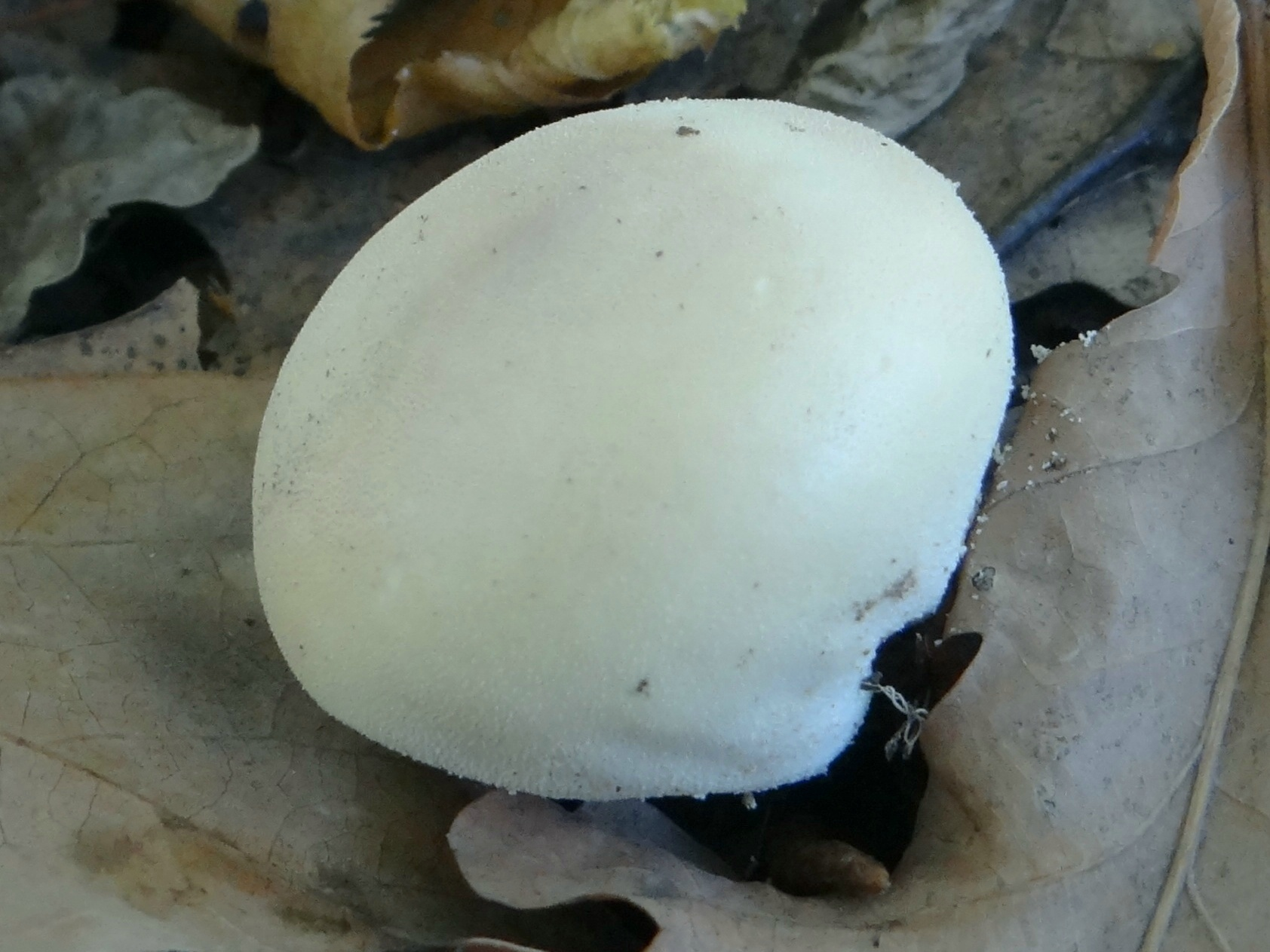
Bovista plumbea
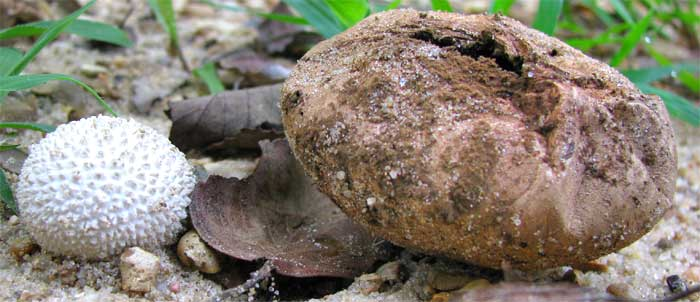
Lycoperdon candidum
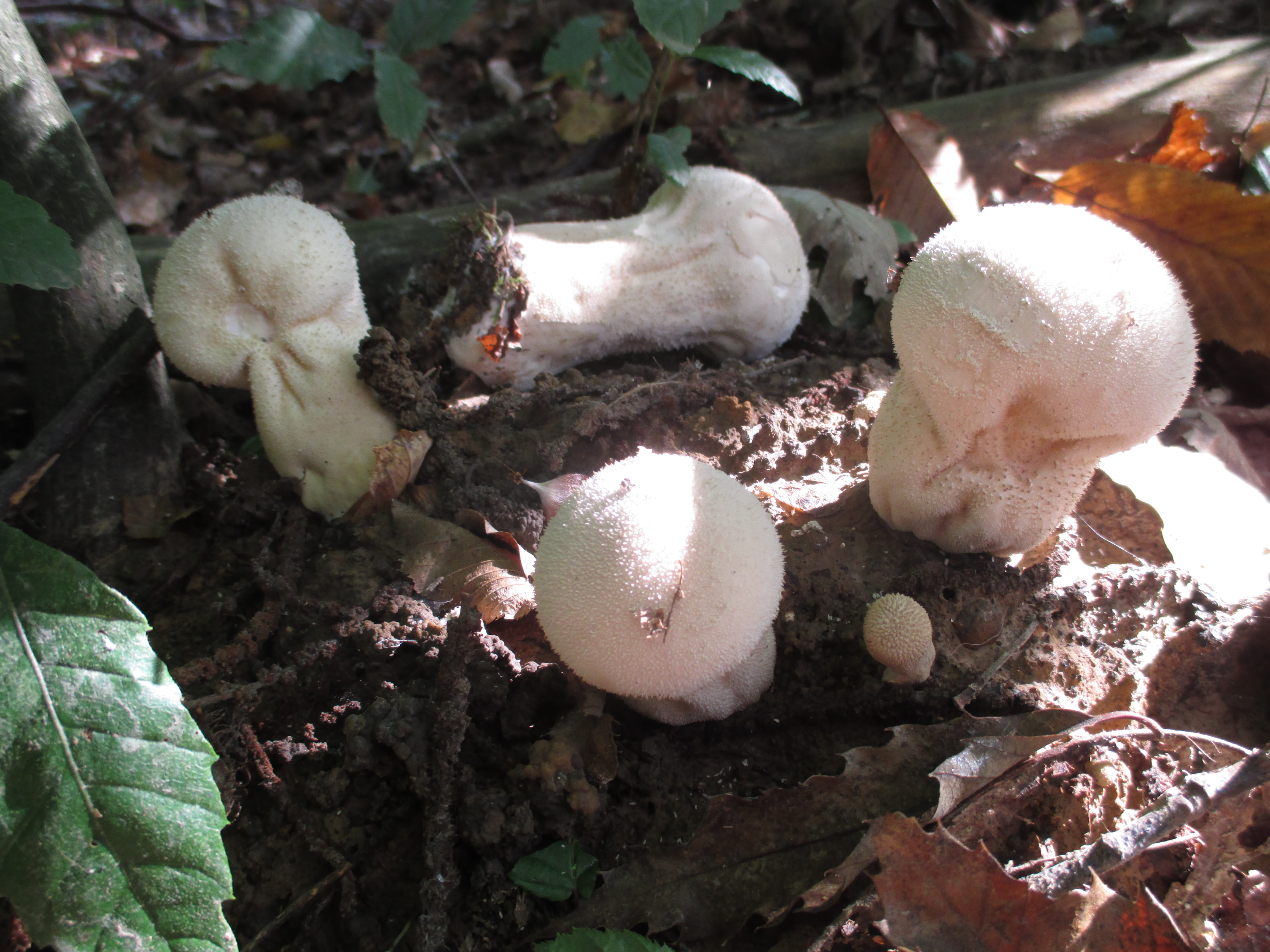
Lycoperdon excipuliforme
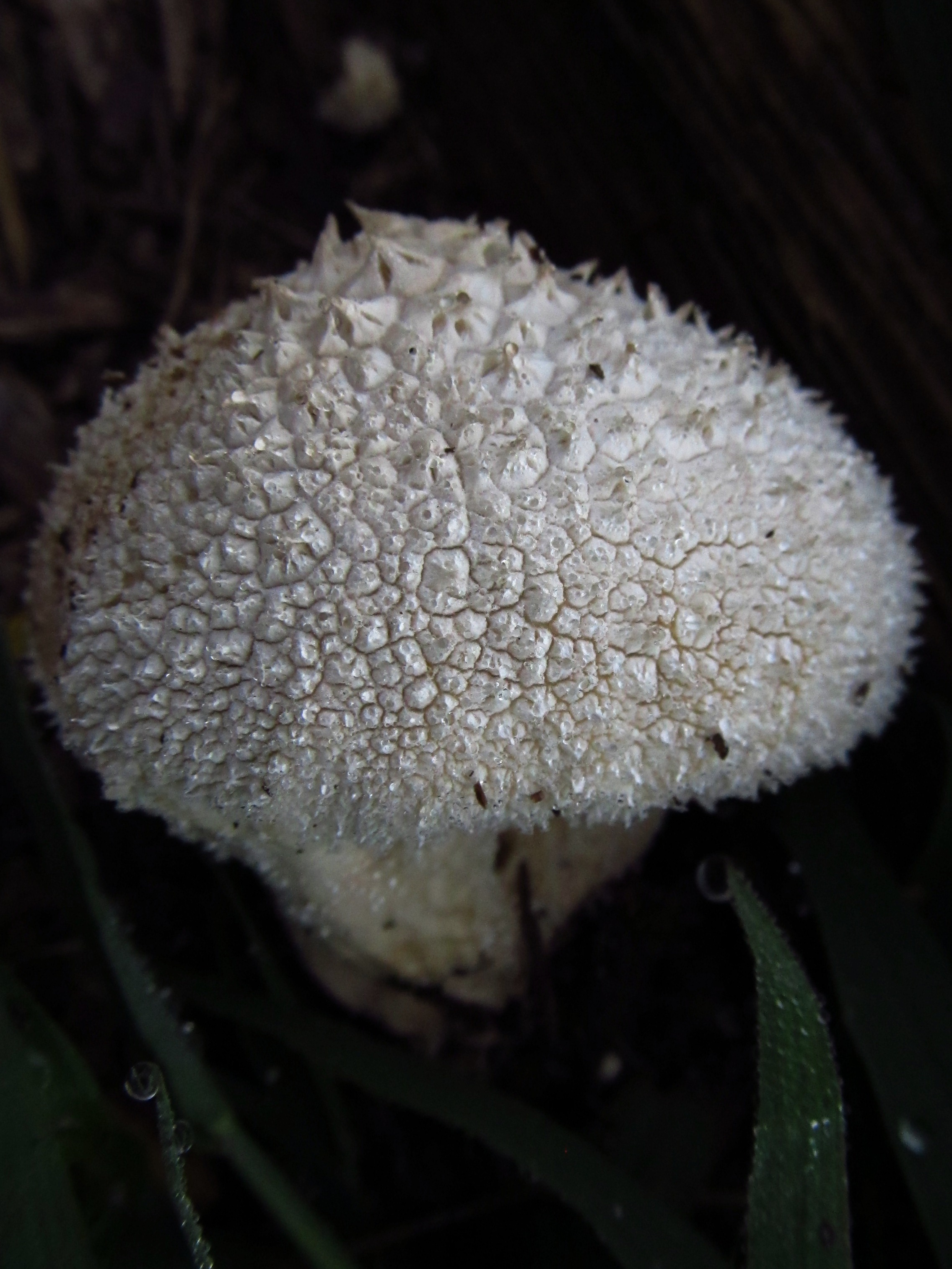
Lycoperdon marginatum

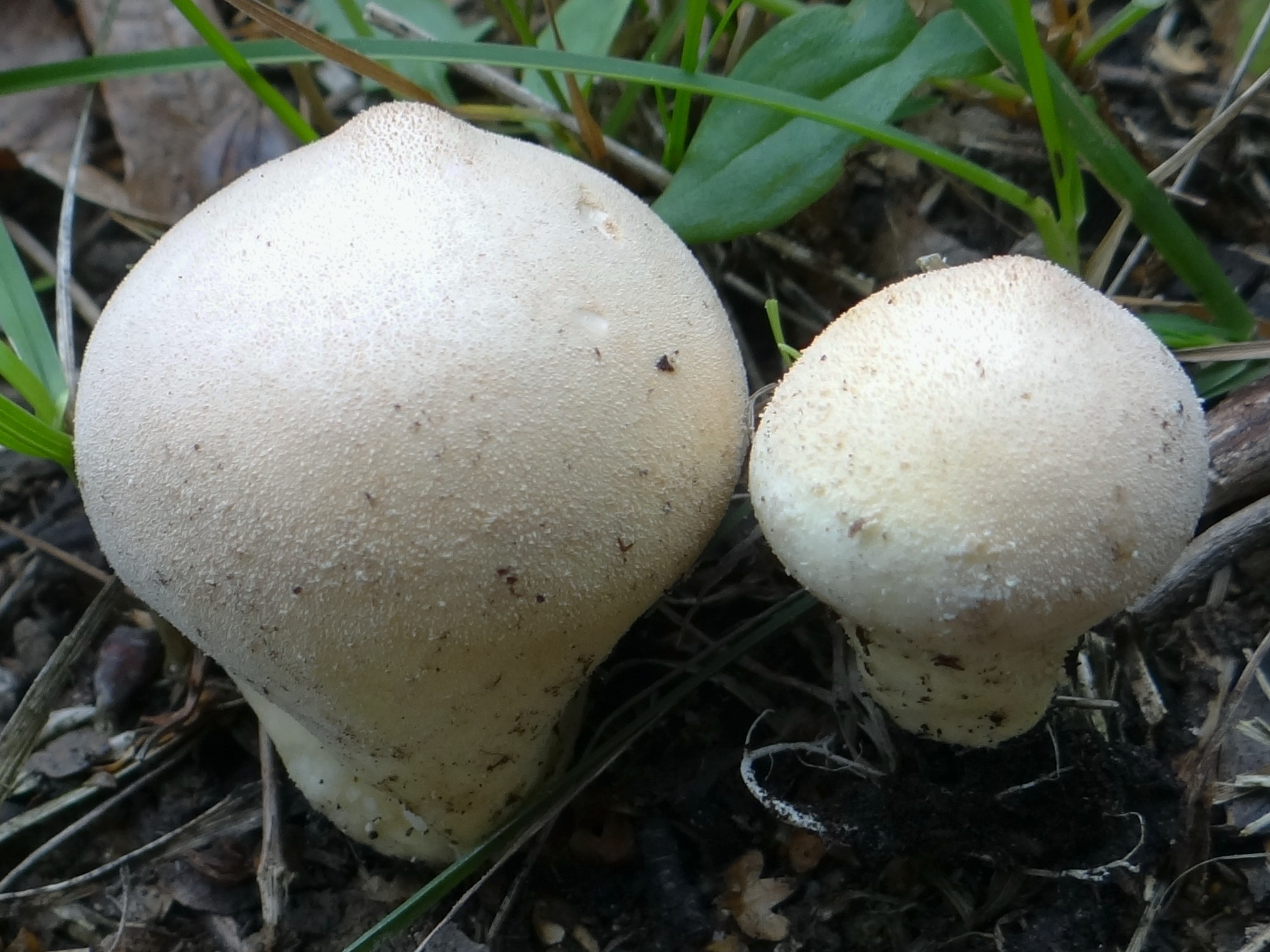
Lycoperdon molle
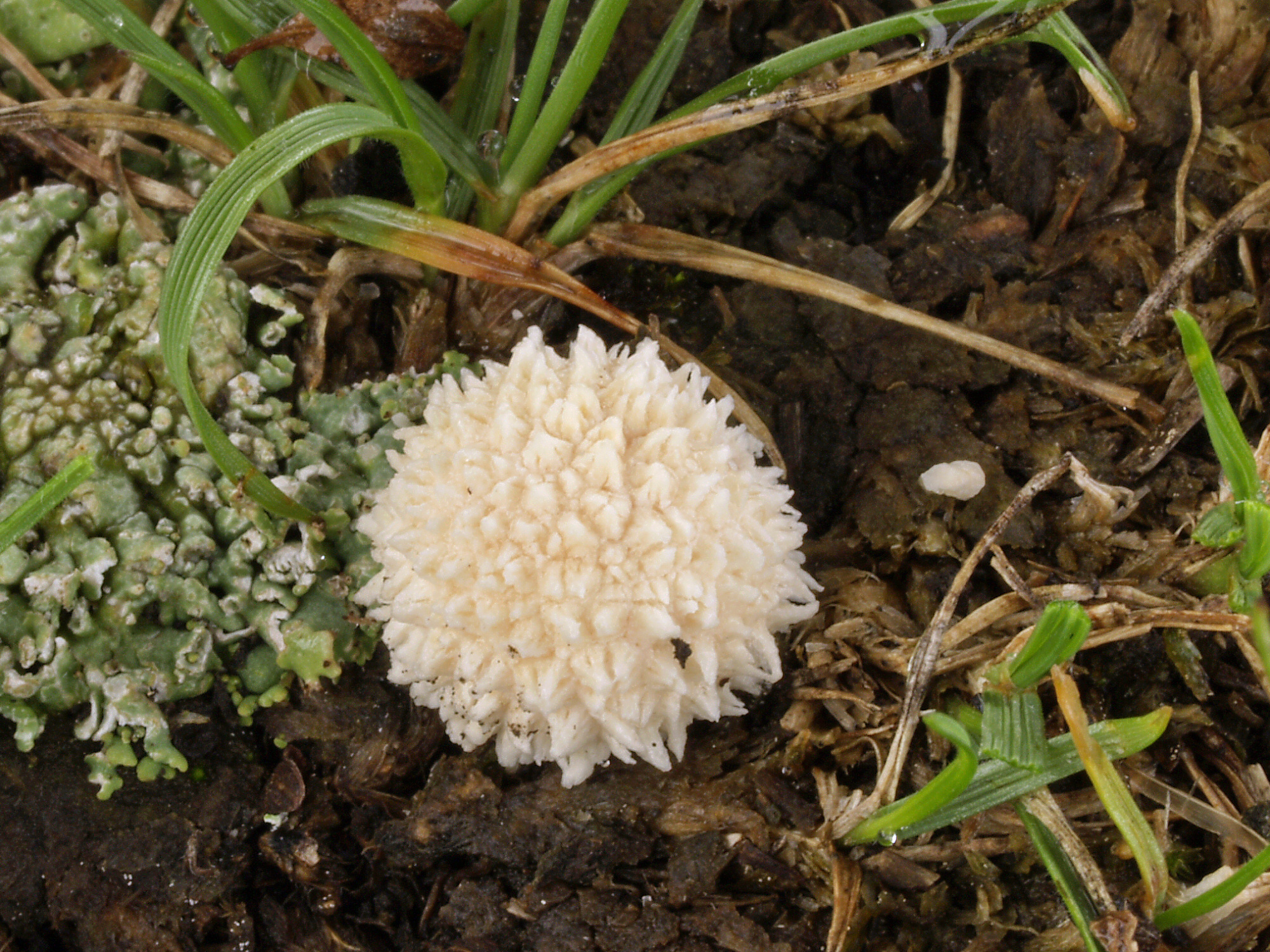
Lycoperdon pratense
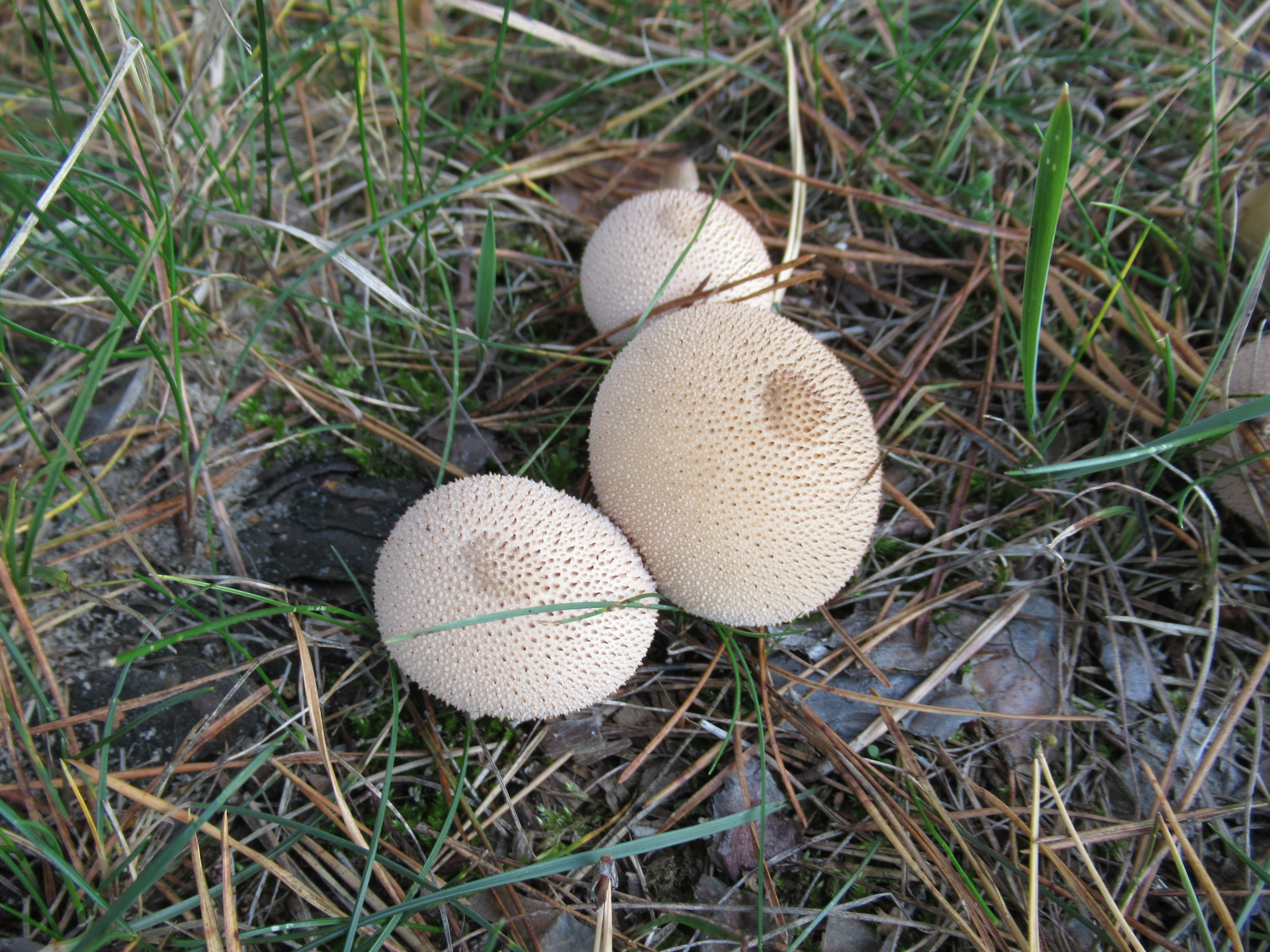
Lycoperdon perlatum
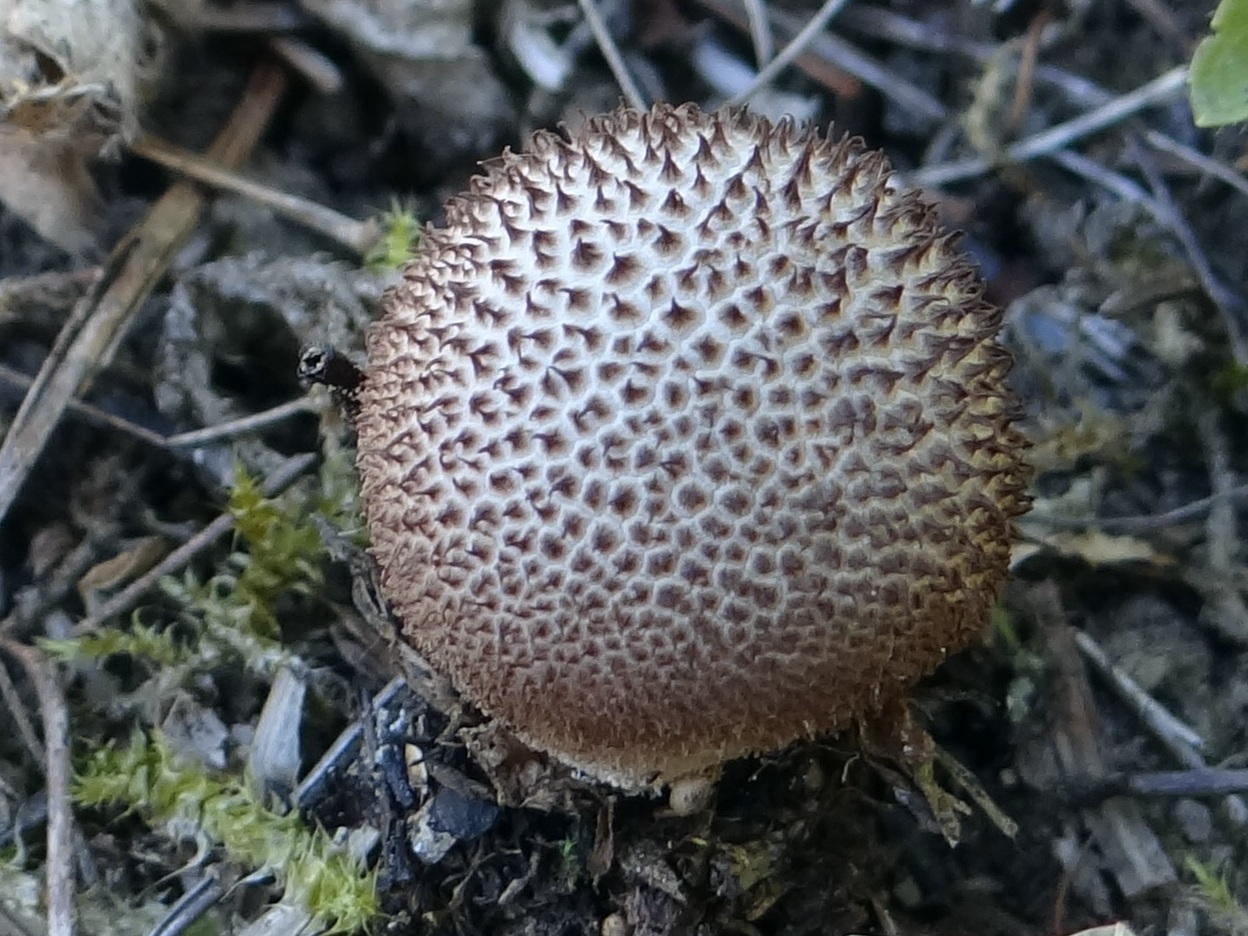
Lycoperdon nigrescens sin. foetidum
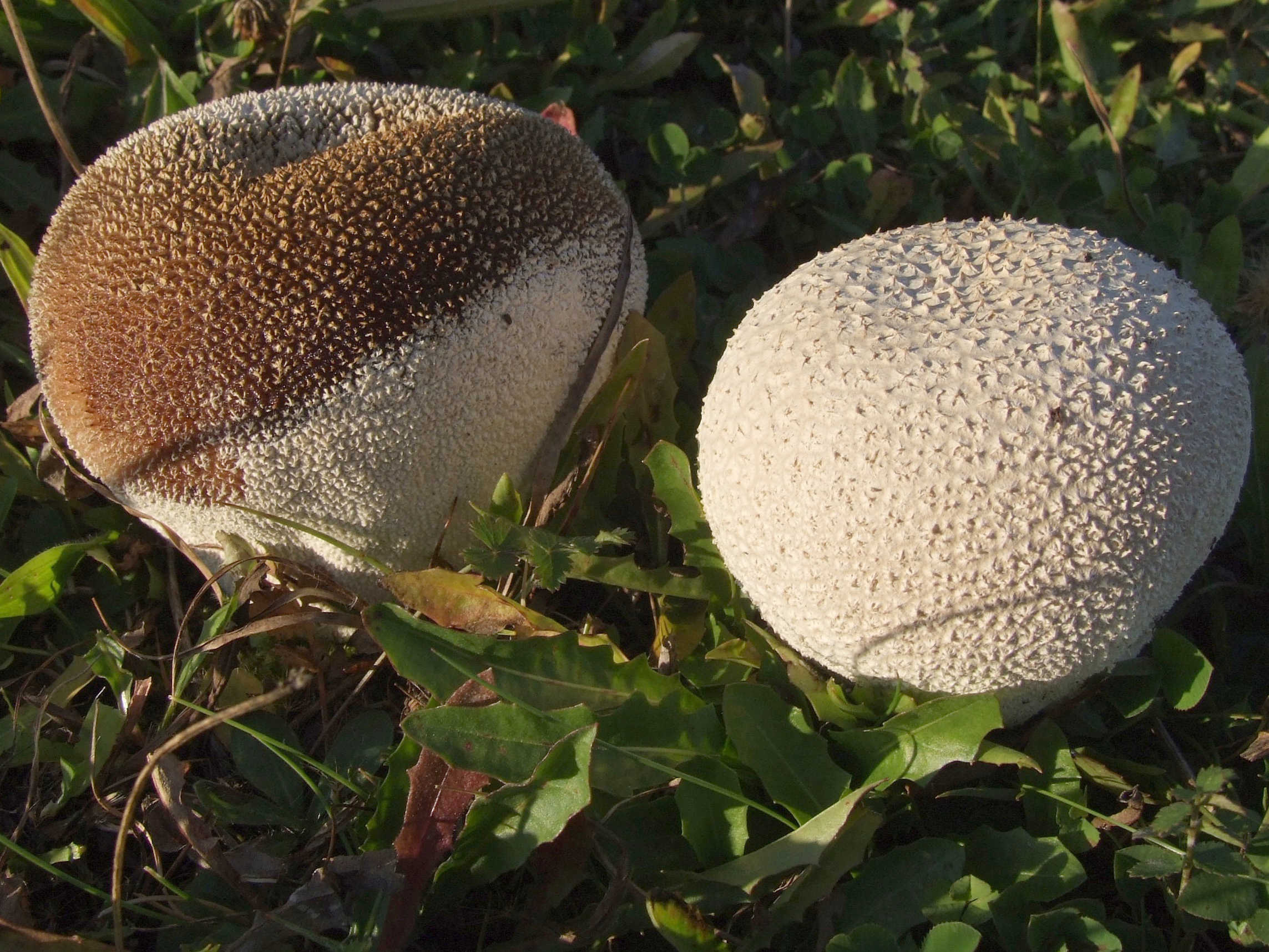
Lycoperdon perlatum

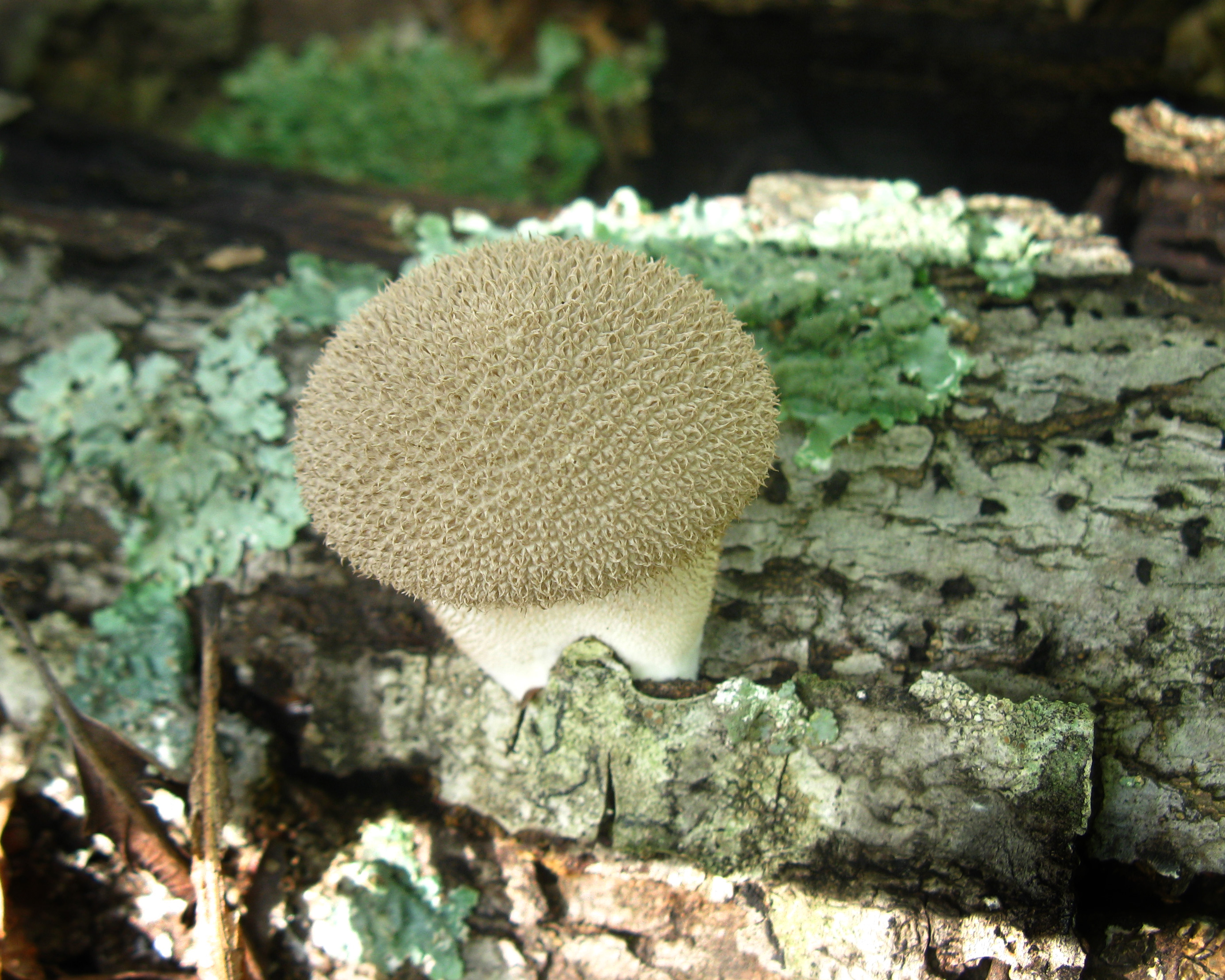
L. pulcherrimum
Lycoperdon pyriforme
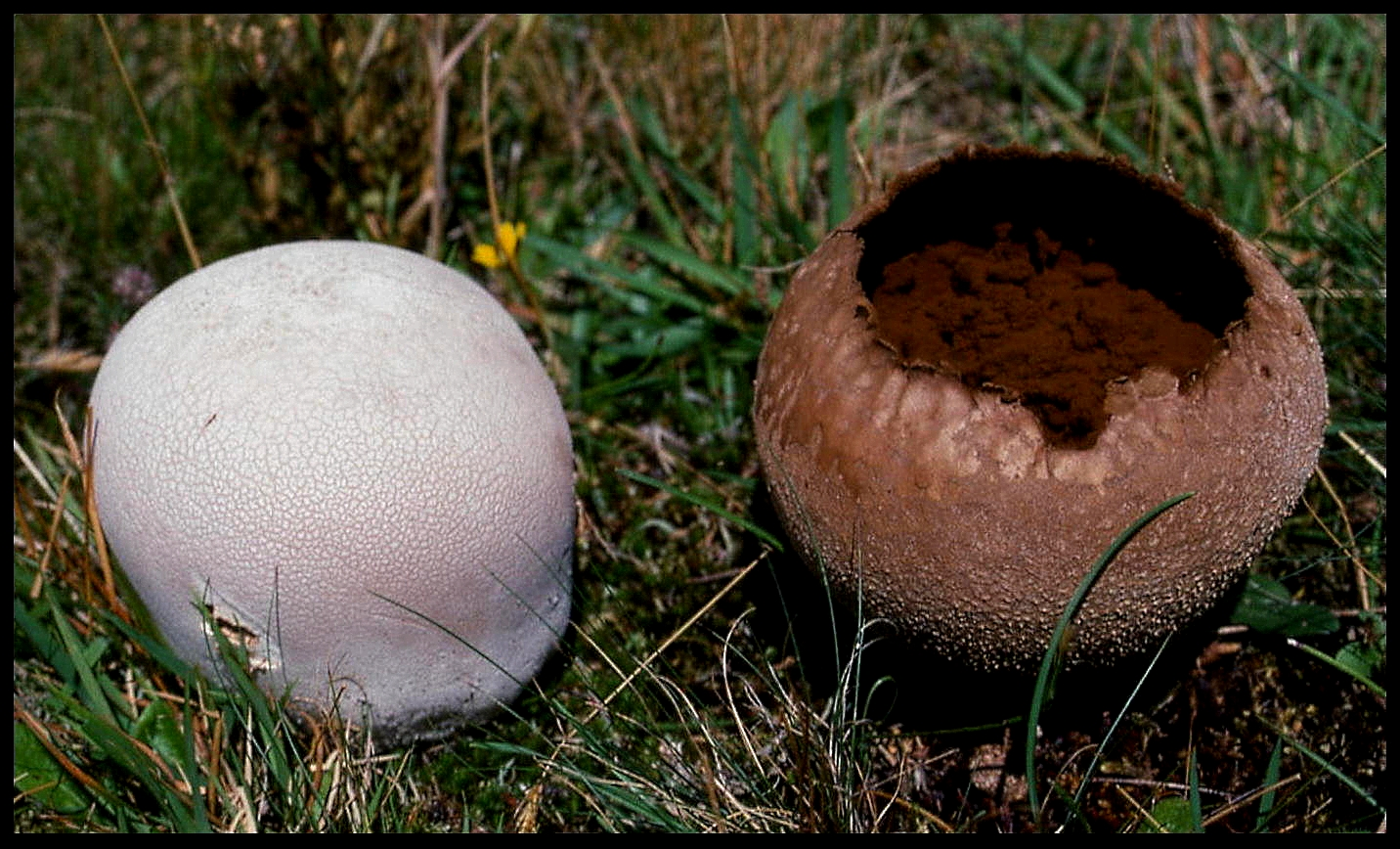
Lycoperdon utriforme
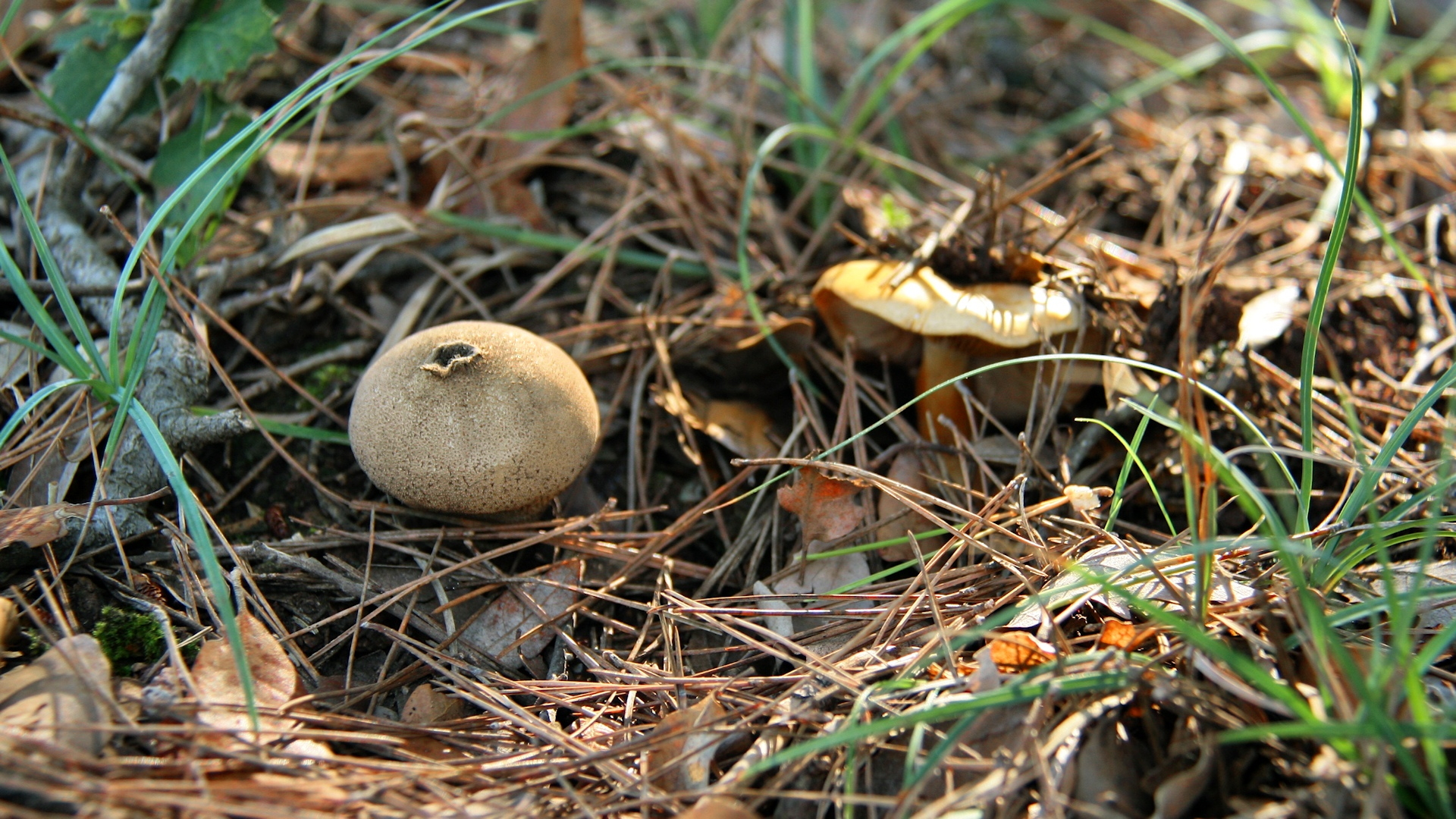
Lycoperdon umbrinum

## Valorificare
Pe vremuri, praful buretelui sau carnea, uscată în stadiu tânăr și apoi frământată, a fost aplicată (dar și cel ale altor soiuri comestibile din acest gen) ca antihemoragic și, de asemenea, ca antiseptic (până astăzi la țară).
Buretele aricilor este comestibil cât culoarea glebei este complet albă, dar dijn cauza mărimi inferioare nu astfel de abundenta ca celelalte specii ale genului. Nu se potrivește cu fierberea lui, pentru că devine vâscos. Înainte de preparare, la fel ca la cașul ciorii, cuticula trebuie să fie îndepărtată (merge cu ușurință) deoarece are o textură tare, pieloasă. Mai departe, ciuperca nu se spală niciodată, deoarece interiorul ei se comportă ca un burete, va absorbii apa, astfel compromițând prelucrarea ulterioară a ciupercii.

## Bibiliografie
- Marcel Bon: „Pareys Buch der Pilze”, Editura Kosmos, Halberstadt 2012, ISBN 978-3-440-13447-4
- Rose Marie Dähncke: „1200 Pilze in Farbfotos”, Editura AT Verlag, Aarau 2004, ISBN 3-8289-1619-8
- Ewald Gerhard: „Der große BLV Pilzführer“ (cu 1200 de specii descrise și 1000 fotografii), Editura BLV Buchverlag GmbH & Co. KG, ediția a 9-a, München 2018, ISBN 978-3-8354-1839-4
- Jean-Louis Lamaison & Jean-Marie Polese: „Der große Pilzatlas“, Editura Tandem Verlag GmbH, Potsdam 2012, ISBN 978-3-8427-0483-1
- Hans E. Laux: „Der große Pilzführer, Editura Kosmos, Halberstadt 2001, ISBN 978-3-440-14530-2
- Gustav Lindau, Eberhard Ulbrich: „Die höheren Pilze, Basidiomycetes, mit Ausschluss der Brand- und Rostpilze”, Editura  J. Springer, Berlin 1928
- Till E. Lohmeyer & Ute Künkele: „Pilze – bestimmen und sammeln”, Editura Parragon Books Ltd., Bath 2014, ISBN 978-1-4454-8404-4
- Meinhard Michael Moser: „Röhrlinge und Blätterpilze - Kleine Kryptogamenflora Mitteleuropas”, ediția a 5-ea, vol. 2, Editura Gustav Fischer, Stuttgart 1983
- Marcel Pârvu: „Ghid practic de micologie”, Editura Casa Cărții de Știință, Cluj-Napoca 2007
- Renate & Wilhelm Volk: „ „Pilze sicher bestimmen und delikat zubreiten“, Editura Ulmer, Stuttgart 1999, ISBN 3-8001-3656-2